# La secchia rapita (Salieri)
La secchia rapita è un dramma eroicomico in tre atti del compositore Antonio Salieri su libretto di Gastone Boccherini, basato a sua volta sull'omonimo poema di Alessandro Tassoni.
L'opera fu rappresentata per la prima volta il 21 ottobre 1772 al Burgtheater di Vienna. Più tardi il lavoro fu messo in scena a Mannheim (1774), Dresda (1775) e a Modena (1787).
Inusualmente la strumentazione di questo lavoro si mostra assai vivace: Salieri inserì nella partitura tra gli altri numerosi effetti musicalmente descrittivi e passaggi strumentali estesi e sorprese impiegando per la prima volta nella storia della musica tre timpani anziché gli usuali due.
Successivamente il librettista Angelo Anelli revisionò il testo, il quale venne quindi musicato da Nicola Antonio Zingarelli nel 1793 e da Giuseppe Francesco Bianchi nel 1794. Un'ulteriore e più moderna messa in musica del libretto, revisionato da Renato Simoni, vide la firma di Giulio Ricordi, sotto lo pseudonimo di Jules Burgmein, nel 1910.

## Rappresentazione in tempi moderni e registrazione
L'unica ripresa de La secchia rapita dal Novecento in poi ebbe luogo il 27 dicembre 1990 al Teatro Comunale di Modena sotto la direzione di Frans Brüggen e con Daniela Lojarro nel ruolo di Renoppia.
L'ouverture e un'aria dell'opera (quest'ultima interpretata dal mezzosoprano Cecilia Bartoli) sono disponibili in commercio in alcune distribuzioni CD.